# خانه صولت‌الملک
خانه صولت الملک مربوط به دوره قاجار است و در ۲ کوچه جنوب گلپایگان، خیابان امام، کوچه نصرالملک واقع شده و این اثر در تاریخ ۱۸ آذر ۱۳۵۴ با شمارهٔ ثبت ۱۲۵۰ به‌عنوان یکی از آثار ملی ایران به ثبت رسیده است.